# C-ovládání
c-ovládání je v generativní gramatice a příbuzných gramatických teoriích koncept, který hraje významnou roli v definici a omezování operací syntaktického posunu, vázání a dosahu. C-ovládání zavedla Tanya Reinhartová v roce 1976 jako základní prvek své teorie anafory. Termín je zkratkou anglického constituent command („ovládání složek“). Uzel v syntaktickém stromě c-ovládá své sourozence a všechny jejich potomky.

## Definice a příklady

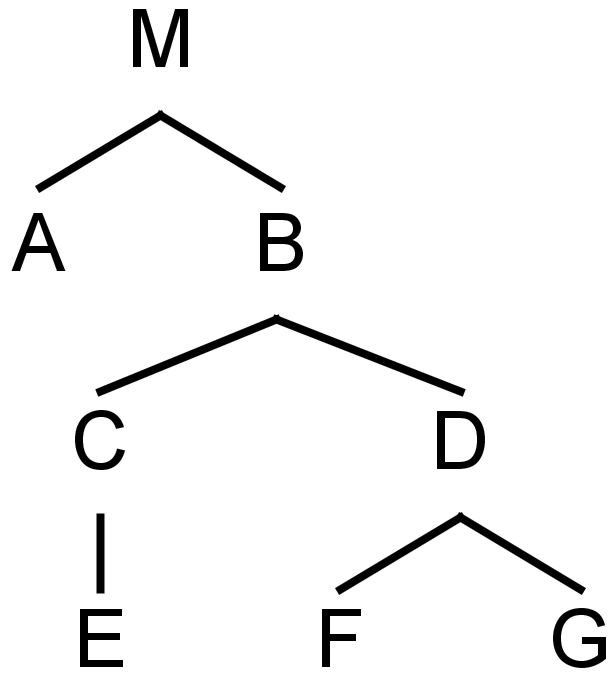
Strom 1 používaný pro vyhodnocení standardní definice c-ovládání

### Standardní definice
Definice c-ovládání používá následující vztahy mezi uzly ve složkovém stromě zobrazeném vpravo:
- M je rodič uzlů A a B.
- A a B jsou děti uzlu M.
- A a B jsou sourozenci.
- M je prarodič uzlů C a D.[1]

Standardní definice c-ovládání používá pojem dominance: Uzel N1 dominuje uzlu N2, pokud N1 je ve stromě nad N2, takže z uzlu N1 se lze dostat do N2 pouze sestupným pohybem po hranách stromu (po žádné hraně se nesmí jít nahoru), což znamená, že N1 je předek (rodič, prarodič, atd.) uzlu N2. Aby uzel (N1) c-ovládal jiný uzel (N2), musí rodič uzlu N1 dominovat uzlu N2.
Podle této definice dominance uzel N1 c-ovládá uzel N2 právě tehdy, když:
- Uzel N1 nedominuje uzlu N2,
- N2 nedominuje uzlu N1, a
- první (tj. nejnižší) větvící se uzel, který dominuje uzlu N1 také dominuje uzlu N2.[2]

Podle standardní definice ve stromě vpravo,
- M c-neovládá žádný uzel, protože všem jiným uzlům dominuje.
- A c-ovládá uzly B, C, D, E, F a G.
- B c-ovládá uzel A.
- C c-ovládá uzly D, F a G.
- D c-ovládá uzly C a E.
- E c-neovládá žádný uzel, protože nemá žádné sourozence ani potomky.
- F c-ovládá uzel G.
- G c-ovládá uzel F.

Pokud uzel A c-ovládá uzel B, a B c-ovládá uzel A, pak říkáme, že uzel A symetricky c-ovládá uzel B. Pokud uzel A c-ovládá uzel B, ale uzel B c-neovládá uzel A, pak uzel A asymetricky c-ovládá uzel B. Pojem asymetrického c-ovládání hraje hlavní roli v teorii antisymetrie Richarda S. Kayneho.

## Kde se používá c-ovládání

### Standardní definice
Zjednodušení standardní definice na c-ovládání je následující:
Uzel A c-ovládá uzel B právě tehdy, když
- A a B si vzájemně nedominují, a
- každý větvící se uzel, který dominuje uzlu A, dominuje také uzlu B.[3]

Ve větě jako:
(1) [John] likes [her]
[uzel A] John c-ovládá [uzel B]. To znamená, že [uzel A] také c-ovládá [uzel C] a [uzel D], což znamená, že John c-ovládá [likes] i [her].

### Syntaktický strom
V derivačním (nebo syntaktickém) stromě jsou uzly A B nahrazeny složkou DP, kde DP John c-ovládá DP he. Ve složitějších větách, jako je (2), by zájmeno mohlo interagovat se svým antecedentem, takže by byly možné dvě interpretace:
(2) [John]i thinks that [he]i/m is smart
Pro tento příklad existují dvě interpretace:
(i) John thinks that he is smart

(ii) John thinks that someone else is smart
V první interpretaci uzel John c-ovládá uzel he a také s ním koreferuje, což je indikováno stejným dolním indexem (i) u obou uzlů DP. Druhou interpretací je, že uzel John c-ovládá uzel he, ale není s ním koreferenční, což je naznačeno odlišnými indexy u DP John (i) a DP he (m).

### Určitá anafora
Tato a podobné věty ukazují základní vztah zájmene s výrazem, na který se zájmeno odkazuje, tedy které je antecedentem zájmene. Pokud se zamyslíme nad určitou anaforou, v níž funkci antecedentu zájmene plní určité popisy, vidíme, že zájmena nemohou ve své doméně koreferovat se jménem jako se svým antecedentem.
(3) Hei thinks that Johni* is smart
Zde zájmeno [he] c-ovládá výraz [John], ale [he]i nemůže s [John]i* koreferovat, takže jediná možná interpretace je, že někdo jiný si myslí, že John je chytrý.
V reakci na omezení c-ovládání Reinhartová navrhuje toto omezení určité anafory:
Dané zájmeno [DP, například he ve větě (3)] musí být interpretováno jako nekoreferující s libovolným jiným nezájmenem [například John] ve své doméně c-ovládání.

### Teorie vázání
Pojem c-ovládání se používá například v teorii vázání, která objasňuje syntaktický vztah mezi zájmenem a jeho antecedentem. Teorii vázání poprvé představil Noam Chomsky v roce 1973 v souvislosti s chápáním různých anaforických jevů, a v průběhu času byla poněkud upravována. Chomského analýza ukazuje omezení vztahu mezi zájmenem a antecedentem proměnné: Proměnná nemůže být antecedentem zájmene, které je ve větě před proměnnou.

První velká revize teorie vázání je v Chomsky (1980):
a. Anafora α je vázaná v β, pokud existuje kategorie, která ji c-ovládá a je s ní koindexována v β
b. Jinak je α volná v β

### Kvantifikační vázání
Kvantifikační výrazy fungují jinak než určitá anafora, a jsou více omezující. Podle návrhu Reinhartové z roku 1973, kvantifikační výraz musí c-ovládat každé zájmeno, které váže
(3) [Every man] thinks that [he] is intelligent.
a. ∀x(man(x)): x thinks x is intelligent. (vázané)
b. ∀x(man(x)): x thinks y is intelligent. (koreferenční nebo 'volné')
V tomto příkladu kvantifikátor [every man] c-ovládá druhé zájmeno [he] a čtení s vázanou proměnnou je možné, protože zájmeno 'he' je vázané univerzálním kvantifikátorem 'every man'. Věty ve (3) ukazují dvě možná čtení, která jsou výsledkem omezení zájmena univerzálním kvantifikátorem. Čtení v (3a) říká, že každý člověk (all man) si o sobě myslí, že je inteligentní. Naopak, věta (3b) tvrdí, že každý člověk (all men) si myslí, že inteligentní je někdo jiný, na koho se věta odkazuje zájmenem he.
Obecně, aby zájmeno bylo vázané kvantifikátorem, a aby čtení s vázanou proměnnou bylo možné, musí být splněny dvě podmínky:
1. kvantifikátor musí c-ovládat zájmeno, a
2. kvantifikátor i zájmeno musí být ve stejné větě.[8]

## Historie
V historii konceptu c-ovládání můžeme identifikovat dvě fáze:
1. analýzy zaměřené na použití c-ovládání pro řešení určitých problémů týkajících se na koreference a nekoreference
2. analýzy, které se zaměřují na c-ovládání jako strukturu pro velké množství jevů v přirozeném jazyce, ke kterým patří sledování koreference a nekoreference.

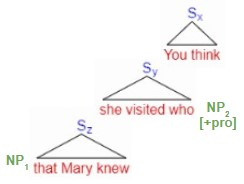
Každé pravidlo, které provádí přesun NP_{1} doprava (především při překročení NP_{2} doprava), odporuje myšlence koreference, i když je označeno jako +coref. Pravidla, která provádějí pohyb vlevo, koreferování podporují.

### Fáze 1: Koreference
Vývoj pojmu ‘c-ovládání’ začíná pojmem koreference. Tím se vyznačuje první fáze konceptu c-ovládání. Při objevení se koreference Jackendoff (1972) oficiálně říká...
Pokud pro jakékoli NP1 a NP2 ve větě neexistuje žádná položka v tabulce NP2 + coref NP2, přidáme do tabulky NP1 - coref NP2 (OBLIGATORNĚ)

Jinými slovy, toto pravidlo říká, že o jakých substantivních frázích, jimž nebylo přiřazené koreferenční pravidlo, předpokládáme, že koreferují. Strom znázorněný vpravo to demonstruje cyklickým přesunem zájmene nebo substantiva doleva.
To pak upravuje Lasnik (1976):
NP1 nelze interpretovat jako koreferenční s NP2 právě tehdy, když NP1 předchází NP2 a zároveň ovládá NP2 a přitom NP2 není zájmeno. Pokud NP1 předchází ovládá NP2 a ovládá NP2, a NP2 není zájmeno, pak NP1 a NP1 koreferují.

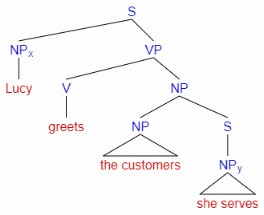
Lasnikovo pravidlo říká, že pokud NP_{y} není zájmeno, je věta negramatická, ať NP_{x} je nebo není zájmeno.

Podle tohoto pravidla musí být NP2 (označené ve stromě vlevo jako NPy) zájmeno, aby věta byla gramatická; bez ohledu na to, zda NP1 (označené ve stromě vlevo jako NPx) je zájmeno nebo ne. To ukazují následující příklady:
a) Lucy greets the customers she serves. – Lucy zdraví zákazníky, které obsluhuje.
b) *She greets the customers Lucy serves. – *(Ona) zdraví zákazníky, které Lucy obsluhuje.
c) *Lucy greets the customers Lucy serves. – *Lucy zdraví zákazníky, které Lucy obsluhuje.
d) She greets the customers she serves. – (Ona) zdraví zákazníky, které obsluhuje.
V této verzi koreference stanovuje Lasnik určitá omezení na přípustné lokace NP1 a NP2, která naznačují možnou dominanci.

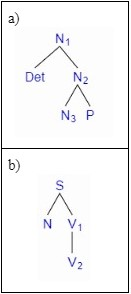
Rozdíly mezi m-ovládáním a c-ovládáním
a) N_{3} m-ovládá Det, ale N_{3} c-neovládá Det;
b) V_{2} c-ovládá N, ale V_{2} m-neovládá Det

### Fáze 2: Dominance
To vede k druhé fázi konceptu c-ovládání, v níž se konkrétní dominance důkladně zkoumá. Termín c-ovládání zavedla v roce 1976 Tanya Reinhartová ve své disertaci jako zkratku složkové ovládání (anglicky , constituent command). Reinhartová děkuje Nicku Clementsovi za návrh termínu i jeho zkratku. Reinhartová (1976) definuje:
Uzel A ovládá uzel B právě tehdy, když větvící se uzel ⍺1, který bezprostředně dominuje uzlu A buď dominuje B nebo mu bezprostředně dominuje uzel ⍺2, který dominuje uzlu B, a uzly ⍺2 a ⍺1 mají stejný typ kategorie

Jinými slovy, “⍺ c-ovládá β právě tehdy, když každý větvící se uzel dominující ⍺ dominuje β”
Chomsky rozšiřuje předchozí verzi pravidla c-ovládání o druhou vrstvu doplněním podmínky maximálních projekcí. Chomského definice je:
⍺ c-ovládá β právě tehdy, když každá maximální projekce dominující ⍺ dominuje β

Což se stalo známé jako „M-ovládání.“
Rozdíly v obou definicích této fáze ukazují stromy na obrázku vpravo. Reinhartové „c-ovládání“ se zaměřuje na větvící se uzly, zatímco Chomského „m-ovládání“ se zaměřuje na maximální projekce.
Současná a používanější definice c-ovládání, kterou používá Reinhartová, není zcela nová. Podobné konfigurační koncepty se objevovaly po více než jedno desetiletí. V roce 1964 definoval Edvard S. Klima konfigurační vztah mezi uzly, který označoval souslovím „v konstrukci s“. Langacker navrhoval koncept podobný „ovládání“ v roce 1969. Také se ukázalo, že definice Reinhartové je blízce příbuzná s tím, co Chomsky nazývá 'relací superiority'.

## Kritika a alternativy
V průběhu let byly význam a validita c-ovládání pro teorii syntaxe široce diskutovány. Lingvisté jako Benjamin Bruening poskytli empirická data dokázující, že při předpovídání, zda jsou zájmena používána správně, c-ovládání selhává.

### Brueningův názor na c-ovládání
Ve většině případů c-ovládání koreluje s precedencí (lineárním pořadím); tedy pokud uzel A c-ovládá uzel B, uzel A obvykle také předchází uzel B. Navíc, základní S(V)O (podmět-sloveso-předmět) Slovosled v angličtině pozitivně koreluje s hierarchií syntaktických funkcí, kde podmět předchází (a c-ovládá) předměty. Navíc v angličtině a příbuzných jazycích podmět v oznamovací větách typicky předcházejí předměty. Pokud se vrátíme k Brueningovi (2014), který prezentuje argument, že teorie syntaxe, které vytvářejí na c-ovládání mít misconstrued význam precedence a/nebo hierarchie gramatických funkcí (tj. gramatické funkce podmětu a předmětu). Gramatická pravidla pro zájmena a vázání proměnných zájmeny, která se spolu objevují s kvantifikovanou substantivní frází a wh-fráze byly původně sdruženy dohromady a interpretovány, že jsou stejné, ale Bruening objasnil, že mezi nimi existuje významný rozdíl a poskytl svou vlastní teorii. Bruening tvrdí, že aktuální funkce c-ovládání je nepřesná, a dochází k závěru, že to, co by mělo c-ovládání řešit, lze přesněji analyzovat pomocí precedence a gramatických funkcí. Koncept c-ovládání byl navíc vyvinut primárně na základě syntaktických jevů v angličtině, jazyce s velmi striktním slovosledem. Při konfrontaci s mnohem volnějším pořadím slov v mnoha jiných jazycích je porozumění, které poskytuje c-ovládání mnohem méně přesvědčivá, protože lineární pořadí v nich je méně důležité.
Jak již bylo uvedeno, jevy, které mělo c-ovládání vysvětlovat, mohou být přesvědčivěji vysvětleny pomocí lineárního pořadí a hierarchie syntaktických funkcí. Některé teorie syntaxe považují hierarchii syntaktických funkcí za základní (primitivní). To platí o Head-Driven Phrase Structure Grammar (HPSG), Lexical Functional Grammar (LFG), a závislostní syntax (DGs). Tyto teorie obvykle předpokládají následující hierarchii syntaktických funkcí: PODMĚT > PRVNÍ PŘEDMĚT > DRUHÝ PŘEDMĚT > NEPŘÍMÝ PŘEDMĚT. Pomocí této hierarchie jsou pak řešeny různé syntaktické mechanismy.

### Barkerův přístup k c-ovládání
Podobně jako Bruening přináší Barker (2012) svůj vlastní pohled na c-ovládání a uvádí o něm, že pro kvantifikační vázání v angličtině není relevantní. Barker navrhuje požadavek pro rozsah, ale úplnou charakterizaci podmínek, za kterých kvantifikátor může vázat zájmeno, neposkytuje.
Barkerův požadavek na rozsah: kvantifikátor musí mít rozsah přes jakékoli zájmeno, které váže
Jako takový, kvantifikátor může mít rozsah přes zájmeno, pouze pokud může mít rozsah přes existenční kvantifikátor vložený místo zájmene
(4) [Each woman ]i denied that [she]i met the shah
(5) [Each woman ]i denied that [someone]i met the shah
Věta v (5) indikuje, že [each woman] má rozsah přes [someone] a to podporuje tvrzení, že [each woman] může mít rozsah přes zájmeno, jako tomu je například v (4).
(6) The man who traveled with [each woman ]i denied that [she]j met the shah
(7) The man who traveled with [each woman ]i denied that [someone]i met the shah*
Věta v (7) indikuje, že [each woman] nemůže mít rozsah přes [someone] a ukazuje, že kvantifikátor nemá rozsah přes zájmeno. Jako takový, neexistuje žádná interpretace, kde each woman ve větě (6) se vztahuje k she a koreference není možná, což je indikováno různými dolními indexy u she.
Bruening spolu s jinými lingvisty, jako je Chung-Chien Shan a Chris Barker oponovali tvrzením Reinhartové tvrzením, že vázání proměnných a koreference spolu nesouvisejí. Barker (2012) se snaží ukázat, jak vázání proměnných může fungovat při použití pokračování (anglicky continuations). Ve svém systému používá místo c-ovládání pojem precedence, pomocí kterého vysvětluje vázání proměnných a evidování událostí jako například porušení křížení. Barker ukazuje, že precedence ve smyslu vyhodnocování pořadí může být použita místo c-ovládání.

### Wuijtsova reakce na Barkerovu práci
Další důležitá kritická práce vychází z Wuijts (2016), která je odezvou na Barkerův postoj k c-ovládání a klade Barkerově práci otázku: Jak jsou oprávněné “alternativy c-ovládání pro vázání zájmen a jsou tyto alternativy dostatečné?”. Wuijts se noří hluboko do Barkerovy práce a dochází k závěru, že sémantická interpretace zájmen slouží jako funkce ve svém vlastním kontextu.
Wuijts dále tvrdí, že binder může přijímat výsledek jako argument a vázat zájmeno přes celý systém, který využívá pokračování bez pojmu c-ovládání. Brueningovy i Barkerovy alternativy k c-ovládání pro vázání zájmen jsou určený jako ‘dostatečné alternativy’ které přesně ukazují, jak může koreference a vázání proměnných nahradit c-ovládání. Wuijts přináší dva primární body, které ospravedlňují použití formy precedence:
(1) Precedence je užitečná, protože ji lze použít pro vysvětlení asymetrie, která nemůže být vysvětlena c-ovládáním
(2) Přirozená výpověď a konstrukce věty ospravedlňuje použití formy precedence.
Barker i Wuijts tvrdí, že cílem není c-ovládání úplně odstranit, ale ukázat, že existují lepší alternativy. Jinými slovy, c-ovládání se může stále používat pro efektivní rozlišování mezi silným a slabým překřížením, ale pravděpodobně nebude tak úspěšné v jiné oblasti, jakou je asymetrie, která byla dříve zmíněna. Wuijts dochází k závěru, že může být upřednostňována lepší alternativa bez c-ovládání a naznačuje, že současné alternativy k c-ovládání ukazují že precedence, binární relace mezi uzly ve stromové struktuře, má velký význam.

### Keesok Cho k výzkumu Chomského teorie vázání
Keesok Cho zkoumal Chomského teorii vázání a navrhl, aby lexikální položky v těch argumentových strukturách, které vycházejí ze stejných predikátů, vyžadovaly relaci vázání založenou na m-ovládání, zatímco lexikální položky v argumentových strukturách, které vycházejí z různých predikátů, vyžadovaly relaci vázání založenou na c-ovládání.

Cho (2019) zpochybňuje teorii vázání, kterou zveřejnil Noam Chomsky v roce 1995, tím, že ukazuje, že Chomského definice c-ovládání v principech vázání B a C nebude fungovat v argumentových strukturách jiných predikátů. Cho tvrdí, že principy vázání, které používají m-ovládání pro vnitroargumentové struktury, a principy vázání, které používají c-ovládání, pro meziargumentové struktury. Tímto tvrzením Cho naznačuje, že pojem c-ovládání používaný v principech vázání je ve skutečnosti m-ovládání, a že c-ovládání i m-ovládání mají svá vlastní omezení.

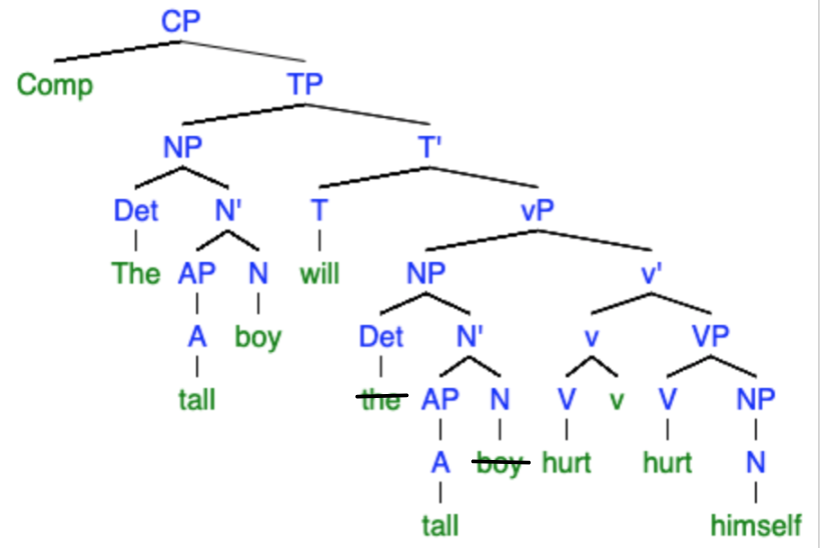
Syntaktická stromová struktura znázorňující větu (1a), která vyhovuje principu vázání A.

#### Pohled na vazebné vztahy ve vnitroargumentových strukturách
Cho ukazuje, že analýza následující věty podporuje argument, že pojem c-ovládání se používaný v principech vázání je ve skutečností m-ovládáním:
(1a) Tall boyi will hurt himselfi

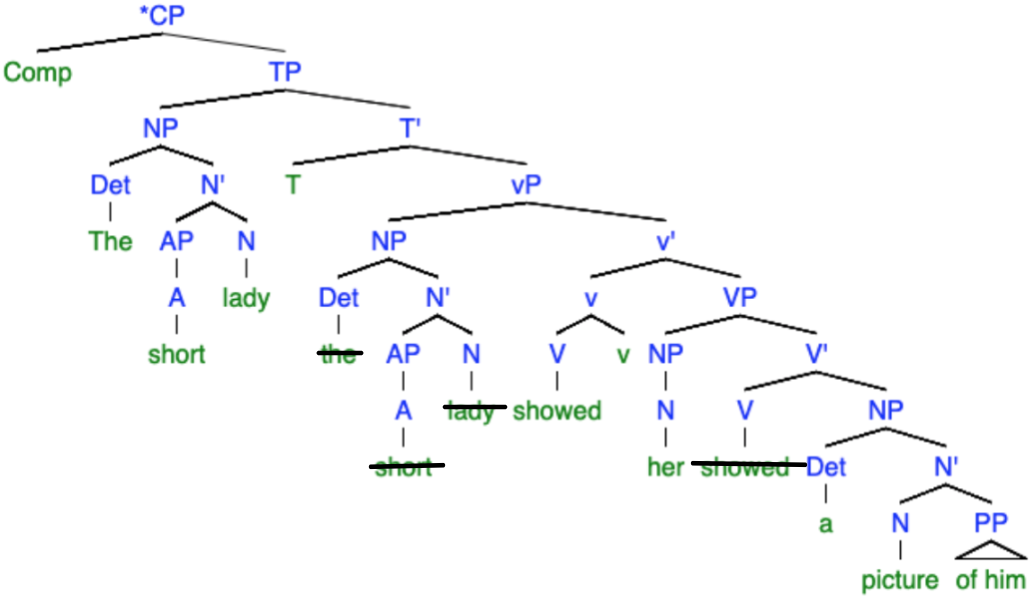
Syntaktická stromová struktura, která ilustruje, že věta (1b) je špatně utvořená. Zájmeno 'her' je vázané ve své řídící kategorii, což porušuje princip vázání B. Cho (2019) prohlašuje, že zde jde ve skutečnosti o m-ovládání.

(1b)*The short ladyi showed heri a picture of him
(1c)*The matronly womani believes that we hate Jinai

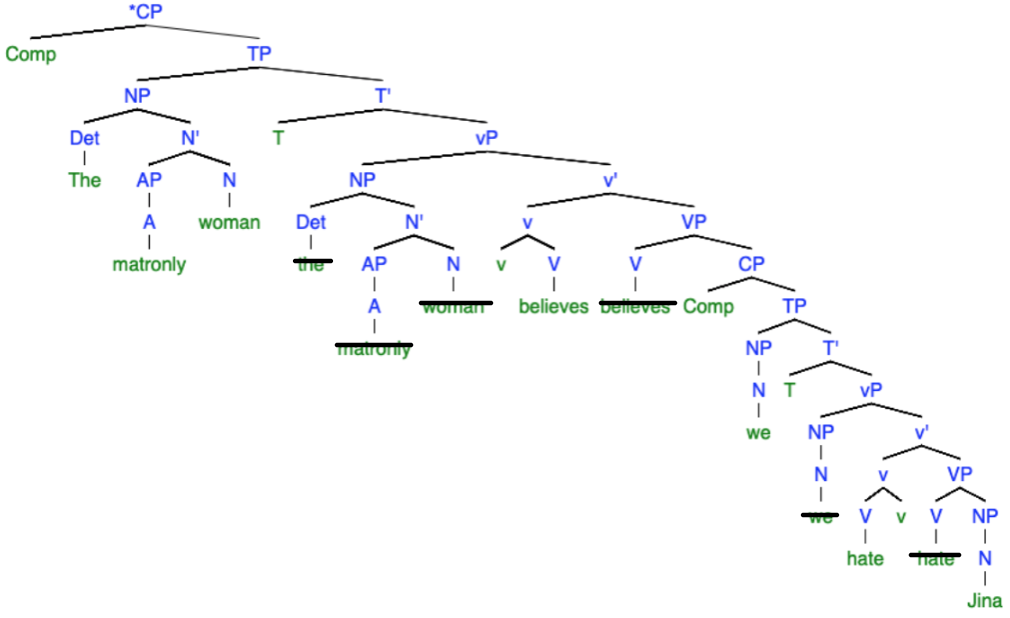
Syntaktická struktura, která znázorňuje větu (1c) jako špatně utvořenou. Věta (1c) porušuje princip vázání C a Cho (2019) tvrdí, že používá pojem m-ovládání.

Při analýze věty (1a) je zřejmé, že řídící kategorie anaforického himself je celá věta The tall boy will hurt himself. Antecedent boy c-ovládá slovo himself. To se provádí způsobem, který umožňuje kategoriální maximální projekci boy na c-ovládání kategoriální maximální projekce himself. Cho prohlašuje, že pojem c-ovládání ve větách (1a), (1b) a (1c) je vlastně m-ovládáním, a že principy vázání vycházející z m-ovládání pracují s relacemi vázání lexikálních položek nebo argumentů, které jsou ve stejné argumentové struktuře predikátu.
Ve větě (1a) jsou boy a himself lexikální položky, které představují externí a interní argumenty predikátu hurt se dvěma argumenty. Dvě lexikální položky boy a himself jsou také ve stejné argumentové struktuře stejného predikátu.
Ve větě (1b), lady a her jsou lexikální položky který představují externí a interní argumenty predikátu showed se třemi argumenty. Dvě lexikální položky lady a her jsou také ve stejné argumentové struktuře stejného predikátu.
Ve větě (1c), believes je predikát hlavní věty se dvěma argumenty, který bere podmět woman jako externí argument a vestavěnou větu that we hate Jina jako interní argument.

#### Pohled na vazebné vztahy v meziargumentových strukturách
Cho prohlašuje, že relace vázání v meziargumentových strukturác využívá c-ovládání vycházející z m-ovládání, které je omezené na relaci vázání argumentů a lexikální položky patřící do argumentové struktury stejného predikátu. Cho používá následující věty, pro ilustraci, jak ovládání vycházející z c-ovládání funguje na meziargumentové struktuře relace vázání:
(2a) The blond girl fainted when she heard the news
(2b) She fainted when the blonde girl heard the news
(2c) He has arrived and John will visit you
(2d) John has arrived and he will visit you
(2e) *John thinks she is good, and Tom thinks Mary is not good
(2f) *He sat down after John entered the room
(2g) After he entered the room, John sat down
Cho nejen používá věty (2a)-(2g) pro vysvětlení ovládání vycházejícího z c-ovládání a jeho role v meziargumentové struktuře relace vázání, ale také uvádí, že ovládání vycházející z c-ovládání může odpovídat za nevysvětlené relace vázání mezi různými argumentovými strukturami propojenými konjunktivní frází, a zároveň vysvětluje, proč věta (7d) je gramatická a (7e) negramatická.

## Důsledky

### Paměť
Pojem c-ovládání ukazuje vztah zájmena s jeho antecedentem. Zájmena, jako například it, se používají jako odkazy na předchozí koncepty, které jsou nejaktivovanější a vysoce předvídatelné, a vyžadují, aby se reprezentace antecedentu odkazovala zpět. Aby se objevila správná interpretace, musí se reprezentace antecedentu zpřístupnit v mysli posluchače a pak zarovnaný s vhodnými zájmeno, tak, že zájmeno bude mít něco se odkázat/pro označení to. Existují studie, krteré napovídají, že existuje spojení mezi aktivovaností zájmene a referent v kognitivním stavu posluchače. Výzkum ukázal, že aktivovaní reprezentace antecedentu jsou aktivnější než méně aktivované.
(i) "Where is my brush? Have you seen it?
Ve větě (i) existuje aktivní reprezentace antecedentu my brush v mysli posluchače, která koreferuje s následujícím zájmenem it. Zájmena mají tendenci se odkazovat zpět k významnému předmětu ve větě, jako například k my brush ve větě (i).
Navíc více aktivnější reprezentace antecedentu je lépe dostupný pro interpretaci, když se zájmeno objeví, což je pak užitečné pro operace jako například zájmeno rozlišení.
(ii) "Where is my black bag with my brush and my hairties in it? Have you seen it?"
Ve větě (ii) je my brush méně aktivované, protože ve větě existují jiné objekty, které jsou aktivovanější, jako například my black bag. Antecedent my black bag je aktivnější v reprezentaci v mysli posluchače, protože je více aktivované, a koreference zájmena it s antecedentem my brush je silnější.
Na základě studií věnovaných vybavování z paměti Foraker tvrdí, že prominentní antecedenty mají delší čas vybavení, když následující zájmeno je zaveden. U vět s důrazově vytýkací konstrukcí (anglicky cleft sentence) bude navíc reprezentace antecedentu, například zájmene, lépe rozlišitelná v pracovní paměti, a bude snadno integrovatelná do následujících diskurzních operací. Jinými slovy, antecedent zájmena, když je umístěn na začátku věty, je snáze zapamatovatelný než když je udržován v ohnisku pozornosti. Takové věty jsou tedy snadno interpretovány a chápány. Také zjistili, že rodová zájmena, jako například he/she, zvyšují prominenci více než bezrodá, jako například it. Navíc, substantivní fráze se také stane v reprezentaci více prominentní, když je součástí důrazově vytýkací konstrukce. Bylo také naznačováno, že existuje vztah mezi výběrem antecedentů a jeho citlivostí na omezení c-ovládání na kvantifikační vázání, a že c-ovládání zpřístupňuje relační informace, které napomáhají při výběru antecedentů a jejich rozlišování od kvantifikačních frází, což umožňuje čtení vázaných proměnných zájmen z kvantifikační frází.

### Autismus
Nedávný výzkum, který uskutečnil Khetrapal a Thornton (2017), zpochybňoval, zda děti s poruchami autistického spektra (ASD) jsou schopné vyhodnotit hierarchický strukturální vztah c-ovládání. Khetrapal a Thornton nadhodili možnost, že děti s ASD se mohou spoléhat na lineární formu pro přiřazení reference. Studie zaměřené na výzkum c-ovládání u dětí s ASD zjišťovaly, jak účastníci interpretují věty s c-ovládáním a lineární strategie pro přiřazení referencí. Výzkumníci zjistili, že děti s vysoce funkčním autismem (HFA) nevykazují žádné potíže s vyhodnocením hierarchické relace c-ovládání. Výsledky ukazují, že děti s HFA nemají syntaktické defekty, ale Khetrapal a Thornton zdůrazňují, že je nezbytné provedení dalšího křížového lingvistického výzkumu.